# دیمون هیل
دیمون هیل (به انگلیسی: Damon Hill) (زادهٔ ۱۷ سپتامبر ۱۹۶۰) رانندهٔ سابق فرمول یک اهل بریتانیا که در سال ۱۹۹۶ قهرمان جهان شد.
او پسر گراهام هیل، قهرمان دو دوره فرمول یک است و در کنار نیکو روزبرگ و پدرش ککه روزبرگ، دو پدر و پسر قهرمان در فرمول یک هستند.
دیمون هیل در ۱۷ سپتامبر ۱۹۶۰ در هیستینگز، انگلستان به دنیا آمد. او از کودکی به اتومبیلرانی علاقه داشت و پدرش او را تشویق کرد تا در مسابقات کارتینگ شرکت کند. هیل در دهه ۱۹۸۰ به مسابقات فرمول سه و فرمول دو راه یافت و در سال ۱۹۹۲، به عنوان راننده تست برای تیم ویلیامز، به دنیای فرمول یک پیوست.
هیل در سال ۱۹۹۳، پس از خروج ریکاردو پاتریسی، به ترکیب تیم فرمول یک ویلیامز اضافه شد و اولین پیروزی خود در فرمول یک را در گرندپری مجارستان ۱۹۹۳ به دست آورد. او در سال ۱۹۹۴، در رقابتی نفسگیر با مایکل شوماخر با اختلاف یک امتیاز دوم شد.
در سال ۱۹۹۶، هیل با تیم ویلیامز برای قهرمانی جهان بازگشت. او در ۸ مسابقه از ۱۶ مسابقه فصل پیروز شد و با ۹۷ امتیاز قهرمان جهان شد اما برای فصل بعد از ترکیب تیم ویلیامز کنار گذاشته شد.
هیل پس از بازنشستگی از مسابقات، به کار به عنوان مفسر تلویزیونی و نویسنده پرداخت. او همچنین به عنوان سفیر سازمان‌های خیریه مختلف، از جمله بنیاد گراهام هیل، فعالیت می‌کند.